# Cerodontha kasparyani
Cerodontha kasparyani är en tvåvingeart som beskrevs av Zlobin 1997. Cerodontha kasparyani ingår i släktet Cerodontha och familjen minerarflugor. Inga underarter finns listade i Catalogue of Life.